# Maison d'été Rainis et Aspazija
 (décembre 2024).
Si vous disposez d'ouvrages ou d'articles de référence ou si vous connaissez des sites web de qualité traitant du thème abordé ici, merci de compléter l'article en donnant les références utiles à sa vérifiabilité et en les liant à la section « Notes et références ».
La maison d'été Rainis et Aspazija (en letton : Raiņa un Aspazijas vasarnīca) est un musée littéraire situé dans la ville balnéaire lettone de Jurmala. La maison classée a appartenu temporairement au célèbre couple de poètes lettons Rainis et Aspazija, dont la vie et les œuvres sont retracées dans le musée.

## Emplacement
Elle est située à environ 250 mètres au nord de la plage (du latin jūrmala = « bord de la mer ») du Golfe de Riga et à environ 200 mètres au sud se trouve la très fréquentée rue Jomas.

## Architecture et histoire
La maison d'été en bois d'un étage a été construite à la fin du XIXe siècle. À l'automne 1926, le poète Rainis, qui y vécut avec Aspazija de 1927 à 1929, l'acheta. Rainis est décédé ici le 12 septembre 1929. La maison fut le lieu où furent créées ses dernières œuvres.
Après qu'il fut décidé en 1945 de transformer la maison en musée, elle fut inaugurée en 1949 et agrandie en 1969 pour inclure deux bâtiments voisins - une maison en pierre plus en retrait dans le jardin et un bâtiment Art nouveau en bois du début du XXe siècle. Une rénovation du musée a été achevée en 2016.
La maison est inscrite au registre letton des monuments depuis le 29 octobre 1998.

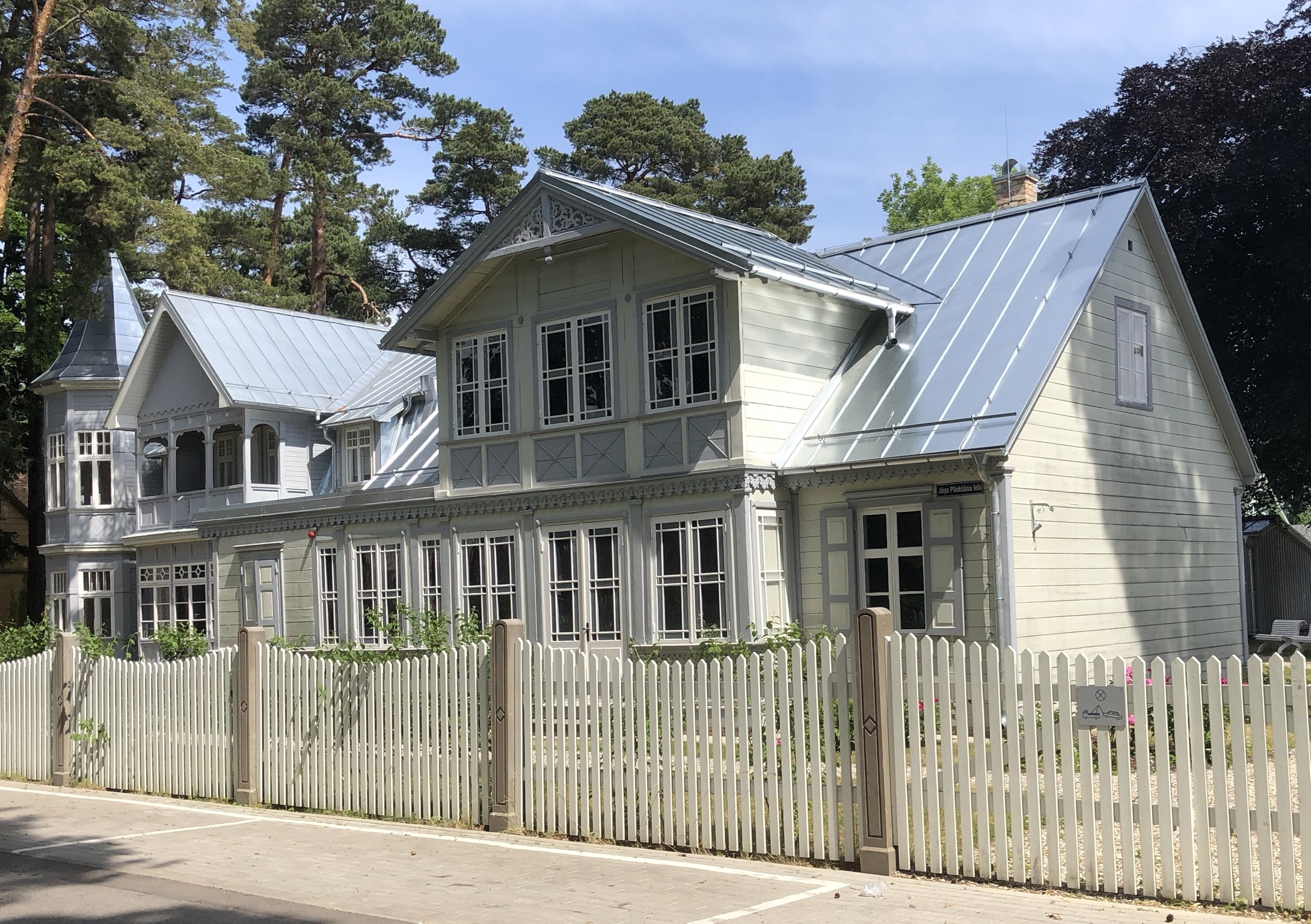
Maison d'été Rainis et Aspazija
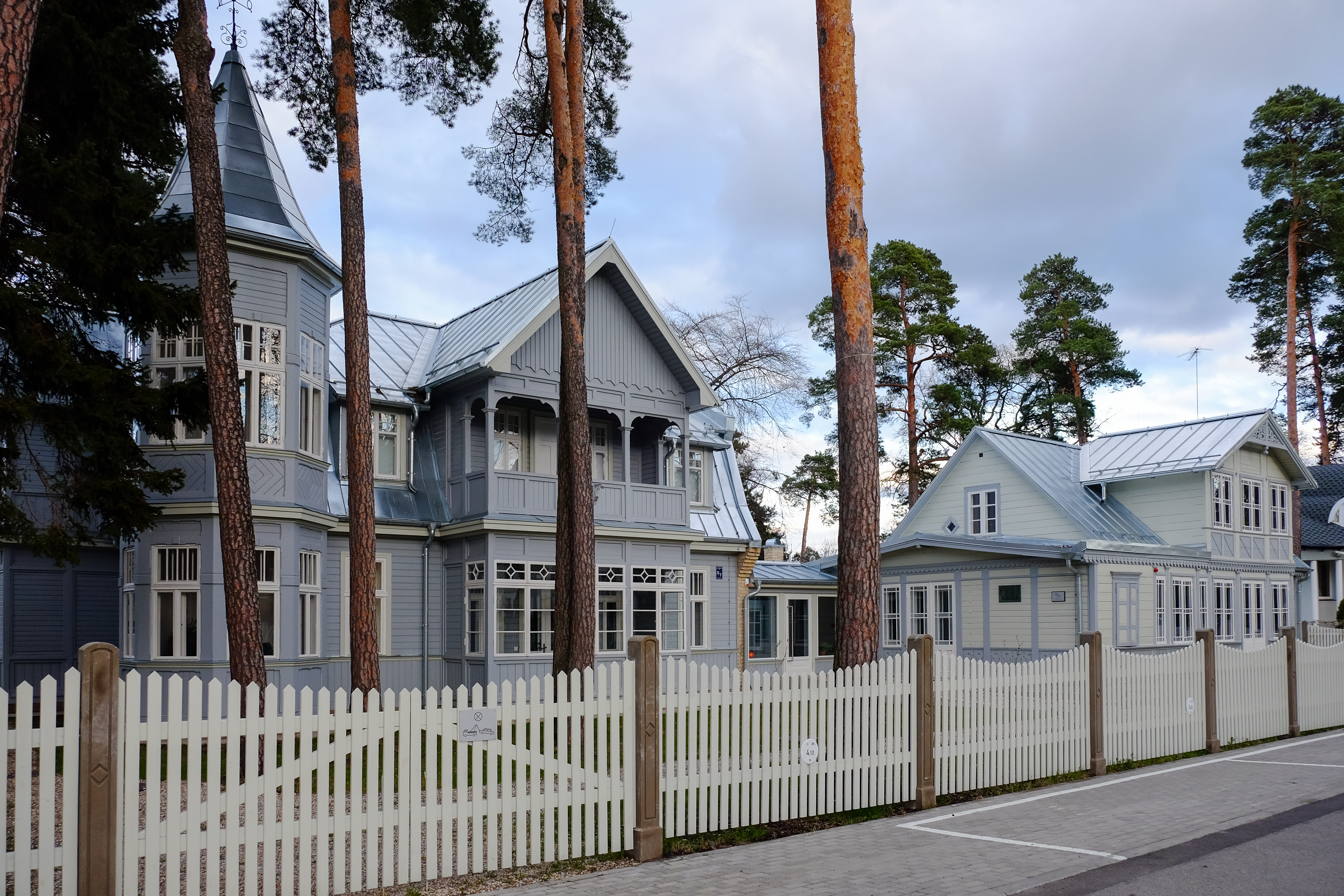
Vue du nord-ouest
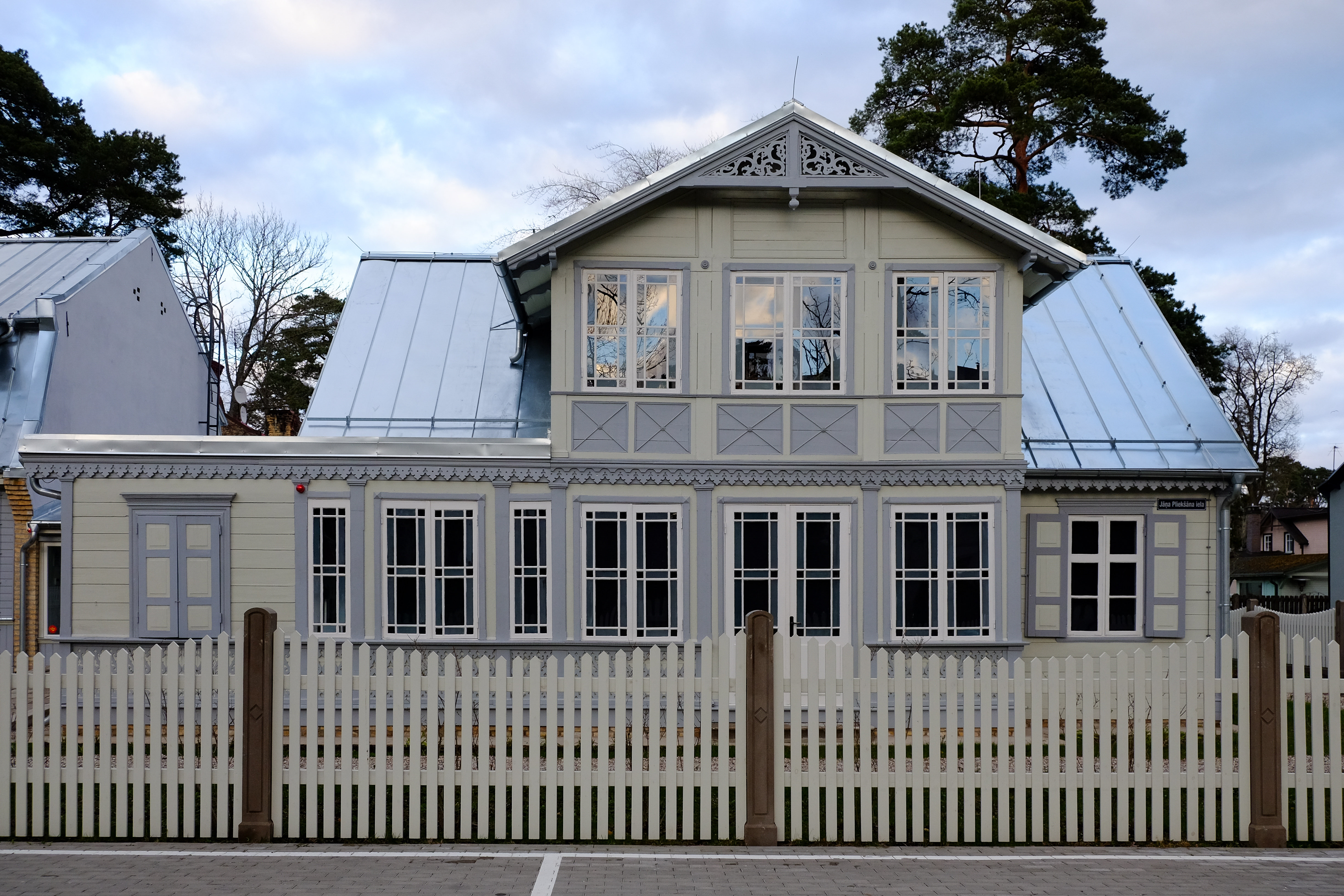
Côté rue

## Liens web
- Raiņa et Aspazijas vasarnīca sur Memorialiemuzeji.lv (letton)
- Raiņa et Aspazijas vasarnīca sur www.kulturaskarte.lv (letton)
- Inscription 37 au registre letton des monuments (letton)

## Source de traduction
- (de) Cet article est partiellement ou en totalité issu de l’article de Wikipédia en allemand intitulé « Rainis-und-Aspazija-Sommerhaus » (voir la liste des auteurs).